# Ungulígrado
El caballo es un ejemplo de animal ungulígrado.

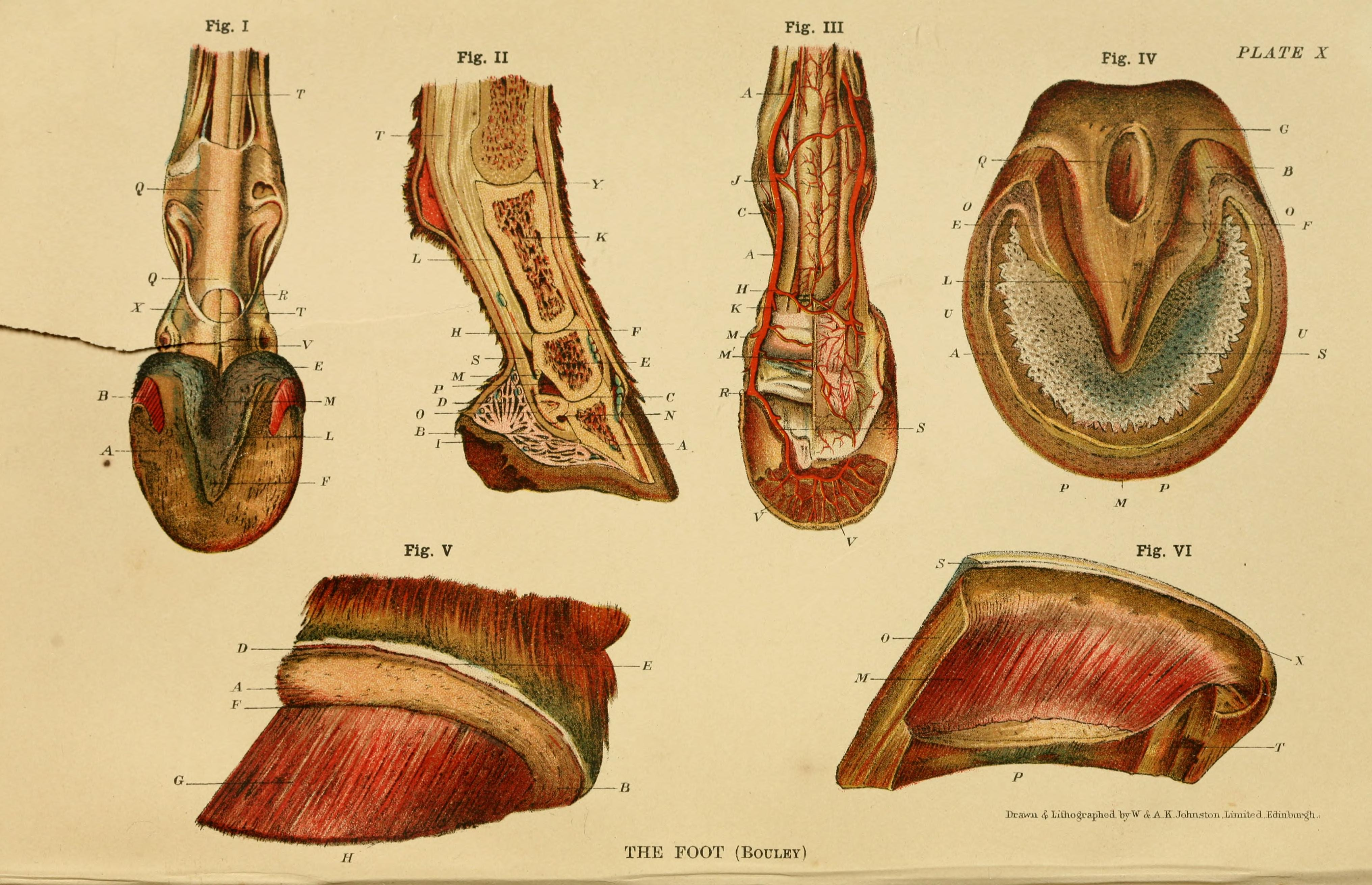
Pata de un caballo.

Un ungulígrado es todo aquel mamífero que se apoya completamente en la falange distal del autopodio (los pies o las manos) para andar. En estos animales la falange distal suele estar recubierta por una garra modificada llamada pezuña. Los ungulígrados más conocidos son los ungulados, llamados justamente así por la presencia de pezuñas. Sin embargo, no todos los ungulados son ungulígrados, por ejemplo, la mayoría de los ungulados primitivos (Condylarthra), así como las miembros más antiguos de los distintos grupos de ungulados, habrían sido plantígrados o digitígrados.
Los ungulígrados en general son animales cursoriales, es decir que estar adaptados a correr. Al pararse sobre la punta de sus dedos aumentan el número de segmentos del miembro que ayudan a la propulsión, lo cual les permite moverse más rápidamente y gastando menos energía. Tienden a perder el número de dedos a lo largo de su evolución.
Entre los animales ungulígrados suelen distinguirse los subungulígrados que son aquellos cuyos huesos se apoyan sobre un almohadilla de tejido, como los elefantes o los rinocerontes.

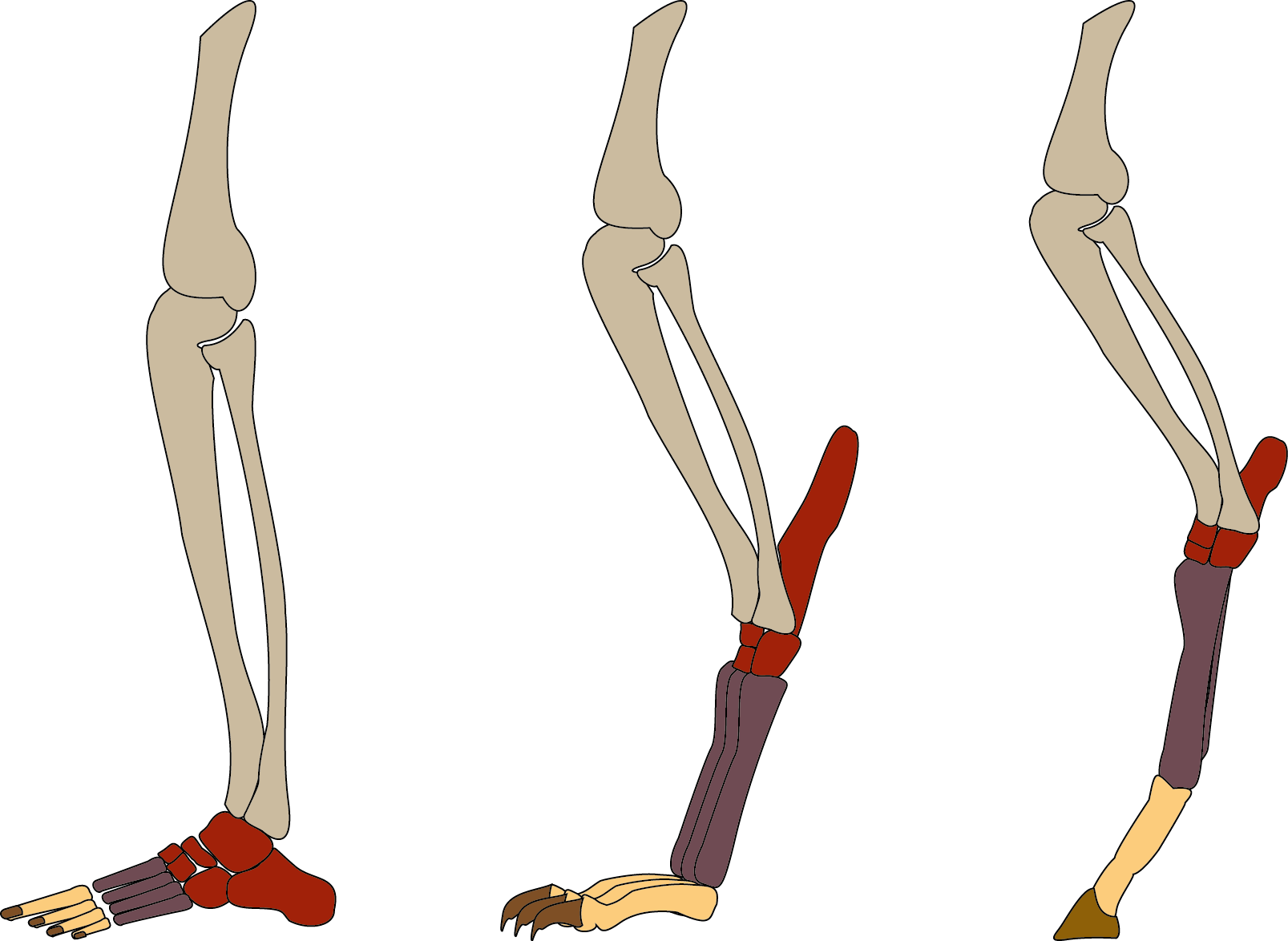
Tipos de apoyo de los miembros. En el extremo derecho, forma ungulígrada.